# کمی عشق، کمی جادو
«کمی عشق، کمی جادو» (انگلیسی: Thoda Pyaar Thoda Magic) فیلمی هندی در ژانر کمدی درام محصول ۲۰۰۸ به کارگردانی کونال کوهلی است. از بازیگران آن می‌توان به سیف علی خان، رانی موکرجی، ریشی کاپور و آمیشا پاتل اشاره کرد.
این فیلم فروش خوبی در گیشه نداشت و نتوانست بودجه خود را تامین کند؛ اما توانست نقدهای مثبتی را دریافت کند.
اهنگ «Lazy Lamhe» یکی از اهنگ‌های پر طرفدار این فیلم است.

## خلاصه داستان
رنبیر تالوار (سیف علی خان) از بچگی یتیم بوده و حال فرد موفق و ثروتمندی در کار خود است. ناگهان در شبی با ماشین خانم و آقای والیا تصادف می‌کند و باعث یتیم شدن بچه‌های آنها می‌شود. بعد از چندین دادگاه بر خلاف نظر عموم، قاضی رنبیر را به مراقبت و نگهداری از بچه‌های این خانواده تا زمانی که کوچک‌ترین بچه به هجده سالگی برسد محکوم می‌کند و اگر با آنها بدرفتاری کند او به بیست سال حبس محکوم می‌شود. بچه‌ها از رنبیر متنفرند و می‌خواهند از او انتقام بگیرند. طی چندین اتفاق رنبیر و بچه‌ها از خداوند (ریشی کاپور) کمک می‌خواهند و فردای آن روز خدا یکی از فرشتگان شاد و شیطون خود به نام گیتا (رانی موکرجی) را به زمین می‌فرستد.

## تولید
- این فیلم اول به امیر خان و کاجول پیشنهاد شد که چون هر دو مشغول فیلم‌های «اگر بدونی یا نه» و «تو، من و ما» بودند نتوانستند در این فیلم حاضر شوند.

- از پاتل خواسته شد تا برای این فیلم وزن کم کند.